# شورية ملتفة الساق
شورية ملتفة الساق (الاسم العلمي:Shorea amplexicaulis) هي نوع غير مؤكد من النباتات تتبع جنس الشورية من فصيلة مجنحية الثمر.